# Miles Messenger
El Miles M.38 Messenger fue un avión de enlace y privado de cuatro asientos, construido por la británica Miles Aircraft.

## Diseño y desarrollo

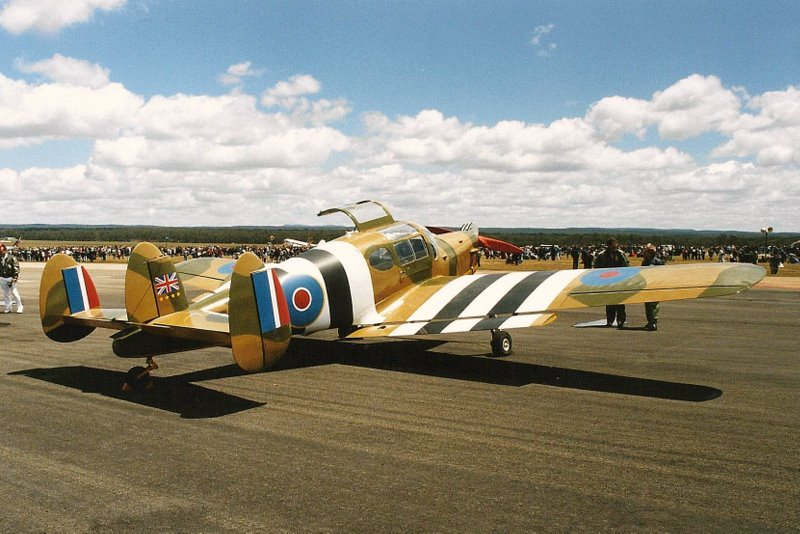
Un Messenger en 1998, pintado para representar el avión del Mariscal de Campo Montgomery.

El Messenger fue diseñado para cubrir una solicitud informal de un grupo de oficiales del Ejército británico por un robusto avión de observación aérea y enlace de baja velocidad y escaso mantenimiento.
El avión diseñado era un monoplano de ala baja en voladizo con rueda de cola fija, propulsado por un motor lineal de Havilland Gipsy Major 1D.
Equipado con flaps auxiliares retráctiles que permitían una carga alar de alrededor de 12,5 libras por pie cuadrado, el Messenger poseía tres empenajes y timones para poder mantener la suficiente controlabilidad a la excepcionalmente baja velocidad de pérdida de 25 mph.
El prototipo fue convertido desde un Miles Mercury y voló por primera vez en Woodley el 12 de septiembre de 1942, unos tres meses después de la solicitud de los oficiales del Ejército. Cuando fue probado informalmente por un Escuadrón de Observación Aérea, fue declarado un éxito, cumpliendo con todos los requisitos del Ejército; sin embargo, el Ministerio de Producción Aeronáutica, al no haber sido consultado, reprendió a George Miles por no solicitar el permiso del mismo antes de reconstruir el avión, y no se realizaron pedidos del Miles M.38 para la función de observación aérea, usando las unidades AOP aviones ligeros de ala fija, en particular varios modelos de Auster.
Durante la guerra, George Miles continuó experimentando con el prototipo y sugirió que el avión (conocido como M.38A) podía ser operado en tareas antisubmarinas usando una pequeña plataforma de 18,29 m a bordo de pequeños barcos mercantes, usando para aterrizar un simple sistema de cable de retención. Esto se probó en Woodley usando una plataforma simulada (con pasajeros que simulaban el peso de cargas de profundidad). No se expresó interés por esta idea. 
Sin embargo, un año más tarde, se realizó un encargo contra la Especificación 17/43 en nombre de la Real Fuerza Aérea británica para que el Messenger I fuera empleado en el papel de transporte de pasajeros vip.
Los operadores en tiempo de guerra del modelo incluyeron al Mariscal de la Real Fuerza Aérea Arthur Tedder y al Mariscal de campo Sir Bernard Montgomery (el Messenger que aparece al inicio de esta sección participó en las conmemoraciones del 60 aniversario del desembarco de Normandía en el Museo Imperial de Guerra de Duxford en 2004).

## Historia operacional

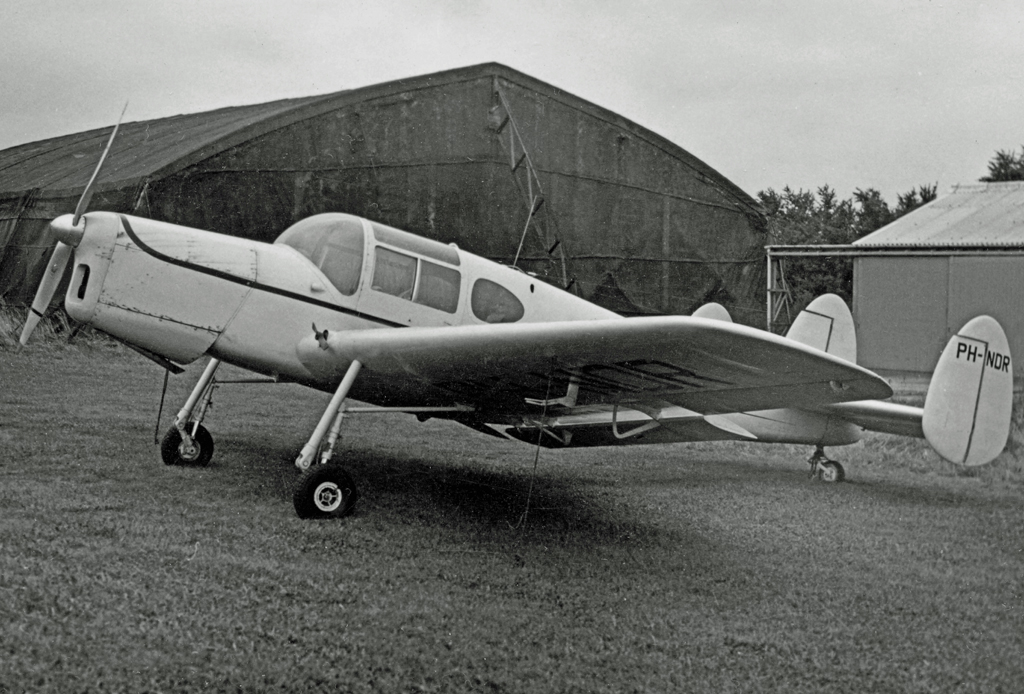
Messenger 2A registrado en los Países Bajos, en el Aeropuerto de White Waltham en 1954.

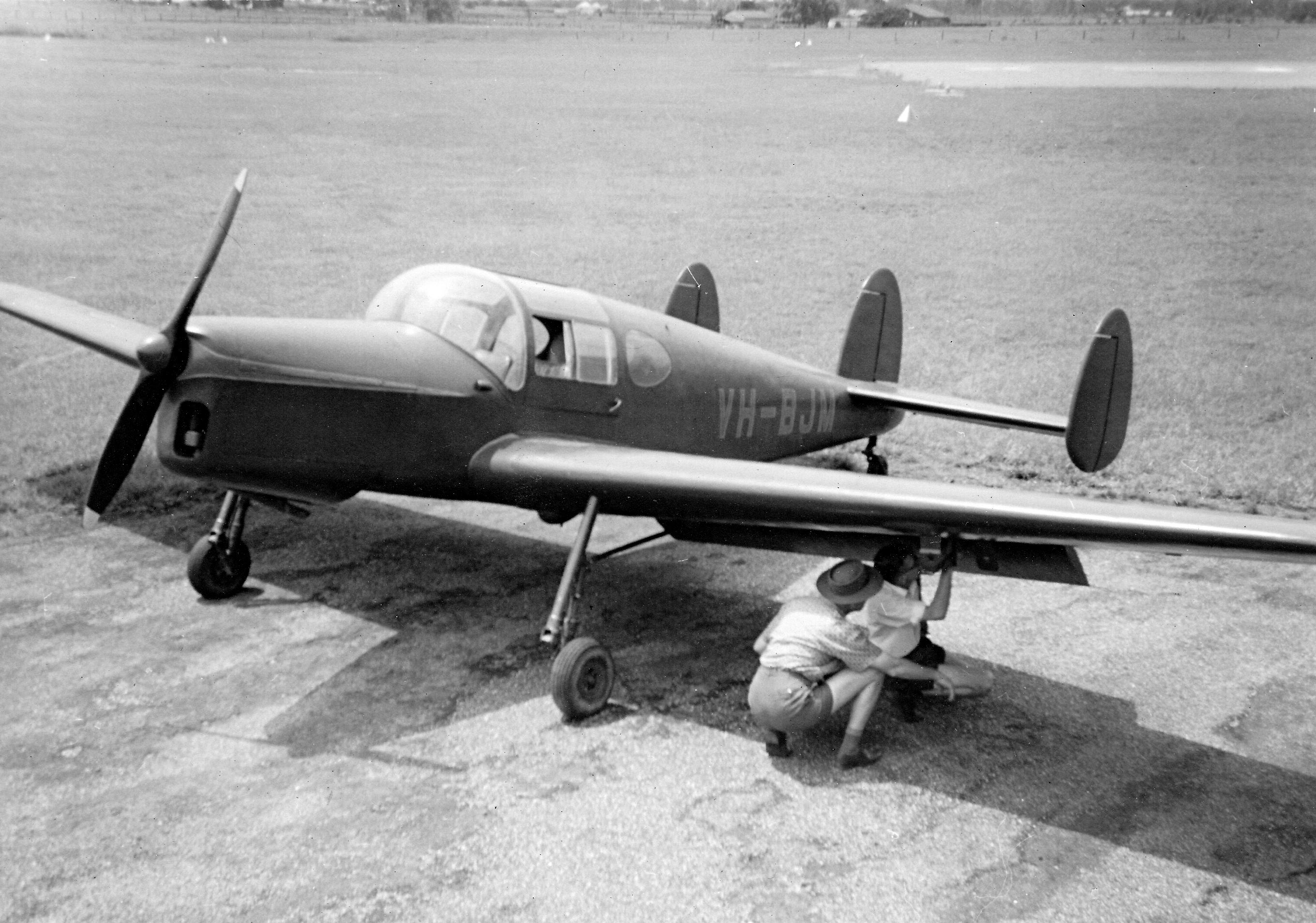
Messenger VH-BJM registrado en Australia, alrededor de 1963.

Diecisiete de los 21 Messenger 1 producidos sobrevivieron a la guerra, y, cuando fueron retirados de las tareas de la RAF, la mayor parte fue convertida para su uso civil como Messenger 4A. Fueron volados por particulares y hombres de negocios.
En 1944, el prototipo fue reconstruido como M.48 Messenger 3, con flaps divididos de borde de fuga operados eléctricamente y totalmente retráctiles, y un motor Cirrus Major III de 155 hp. El modelo no se desarrolló más ya que no proporcionaba ninguna ventaja sobre las otras variantes.
La producción de posguerra se centró en el Messenger 2A para el mercado civil, siendo los aviones construidos en Newtownards, Irlanda del Norte, y volados hasta Woodley para el equipamiento final. Después de que se fabricaran 71 aviones, la producción cesó en 1948; se ensambló un único ejemplar, con piezas existentes, en 1950.
Varios ejemplares del modelo se vendieron en Australia y otros fueron exportados a Argentina, Bélgica, Chile, Egipto, Irán, Nueva Zelanda, Sudáfrica y Suiza.
El aparato era un avión popular de turismo y de carreras a finales de los años 40 y principios de los 50. En 1954, Harold Wood, en el G-AKBO, ganó la Carrera de la Copa del Rey, a 133 mph.
Varios ejemplares todavía volaban en el Reino Unido y Nueva Zelanda en 2011 con particulares y grupos aéreos.

## Variantes
Messenger 1
Aviones militares de producción para la RAF, propulsados por un Gipsy Major ID, 23 construidos.
Messenger 2A
Aviones civiles de producción propulsados por el Blackburn Cirrus Major 3, 65 construidos.
Messenger 2B
Variante triplaza del 2A, propulsada por el Blackburn Cirrus Major 3, uno construido.
Messenger 2C
Igual que el 2A, pero propulsado por el de Havilland Gipsy Major 1D, uno construido.
Messenger 3
Variante de doble control del 2A, propulsada por un  Blackburn Cirrus Major 3, uno construido, redesignado más tarde como M.48.
Messenger 4
Igual que el 2A, pero propulsado por el de Havilland Gipsy Major 10, tres construidos.
Messenger 4B
Un 4A modificado con un motor de Havilland Gipsy Major 10.
Messenger 5
Un Messenger 1 modificado con un motor Blackburn Bombardier 702.
M.38A Mariner
El prototipo del Messenger, equipado con un gancho de detención para realizar pruebas como avión antisubmarino embarcado.
Handley Page HP.93
Un Messenger fue usado por Handley Page (Reading) para realizar vuelos de pruebas usando alas Dufaylite en Woodley.

## Operadores
Reino Unido
- Real Fuerza Aérea
- Air Kruise

## Especificaciones (Messenger 2A)
Referencia datos: For Business And Pleasure

### Características generales
- Tripulación: Uno (piloto)
- Capacidad: Tres pasajeros
- Longitud: 7,3 m (24 ft)
- Envergadura: 11 m (36,2 ft)
- Altura: 2,9 m (9,5 ft)
- Superficie alar: 17,7 m² (190,5 ft²)
- Peso vacío: 652 kg (1437 lb)
- Peso máximo al despegue: 1089 kg (2400,2 lb)
- Planta motriz: 1× motor lineal de 4 cilindros refrigerado por aire Cirrus Major III.
  - Potencia: 116 kW (160 HP; 158 CV)
- Hélices: Bipala
- Alargamiento: 6,8:1

### Rendimiento
- Velocidad máxima operativa (Vno): 217 km/h (135 MPH; 117 kt) a nivel del mar
- Velocidad crucero (Vc): 200 km/h (124 MPH; 108 kt)
- Velocidad de entrada en pérdida (Vs): 40 km/h (25 MPH; 22 kt)
- Alcance: 740 km (400 nmi; 460 mi) (5 h 12 min)
- Techo de vuelo: 4900 m (16 076 ft)
- Régimen de ascenso: 3,8 m/s (748 ft/min)
- Carrera de despegue (hasta 15 m 50 pies)): 230 m
- Distancia de aterrizaje (desde 15 m 50 pies)): 200 m

## Aeronaves relacionadas

### Aeronaves similares
- Fieseler Fi 156 Storch
- Henschel Hs 126
- Bellanca 14-13
- Repülőgépgyár Levente II
- Kokusai Ki-76
- Polikarpov Po-2

### Secuencias de designación
- Secuencia M._ (interna de Miles): ← M.33 - M.35 - M.37 - M.38 - M.39B - M.48 - M.50 - M.52 - M.57 →
- Secuencia HP._ (interna de Handley Page): ← HP.90 - HP.91 - HP.92 - HP.93 - HP.94 - HP.95 - HP.96 →